# The Movement
The Movement — серия комиксов, которую в 2013—2014 годах издавала компания DC Comics.

## Синопсис
Серия повествует о заглавной команде, которая защищает простых людей от жадных, коррумпированных и злоупотребляющих властью.

### Выпуски
| №  | Название                                                  | Дата выхода    | Кол-во страниц | Оценка на Comic Book Roundup    | Предполагаемый объём продаж (первый месяц) |
| -- | --------------------------------------------------------- | -------------- | -------------- | ------------------------------- | ------------------------------------------ |
| 1  | Eaten From the Inside Out                                 | 1 мая 2013     | 32             | 6,9 из 10 на основе 28 рецензий | 29 246, позиция в Северной Америке — 74    |
| 2  | With No Hint of Malice                                    | 5 июня 2013    | 32             | 6,6 из 10 на основе 11 рецензий | 18 001, позиция в Северной Америке — 120   |
| 3  | Class Warfare                                             | 3 июля 2013    | 32             | 6,9 из 10 на основе 6 рецензий  | 14 524, позиция в Северной Америке — 164   |
| 4  | The Conscience of the Masses                              | 7 августа 2013 | 32             | 8,3 из 10 на основе 7 рецензий  | 11 095, позиция в Северной Америке — 164   |
| 5  | The Graveyard Faction, Part One: An Alliance of Sinew     | 2 октября 2013 | 32             | 5,8 из 10 на основе 4 рецензий  | 9 110, позиция в Северной Америке — 240    |
| 6  | The Graveyard Faction, Part Two: Hell in a Handbasket     | 6 ноября 2013  | 32             | 8,3 из 10 на основе 5 рецензий  | 7 957, позиция в Северной Америке — 229    |
| 7  | The Graveyard Faction, Part Three: A City Like a Cemetery | 4 декабря 2013 | 32             | 8,9 из 10 на основе 7 рецензий  | 7 252, позиция в Северной Америке — 250    |
| 8  | Whistling Past the Graveyard                              | 8 января 2013  | 32             | 8,6 из 10 на основе 6 рецензий  | 6 629, позиция в Северной Америке — 244    |
| 9  | A Thundering Horizon                                      | 5 февраля 2014 | 32             | 8,3 из 10 на основе 5 рецензий  | 6 417, позиция в Северной Америке — 237    |
| 10 | An Unfortunate Traveller                                  | 5 марта 2014   | 32             | 7,8 из 10 на основе 5 рецензий  | 6 281, позиция в Северной Америке — 259    |
| 11 | My Brother from Above                                     | 2 апреля 2014  | 32             | 8,1 из 10 на основе 5 рецензий  | 5 782, позиция в Северной Америке — 284    |
| 12 | Railing Against the Thunder                               | 7 мая 2014     | 32             | 9,1 из 10 на основе 8 рецензий  | 5 629, позиция в Северной Америке — 269    |

### Сборники
| Название                        | Тип            | Дата выхода    | Собранный материал | Кол-во страниц | ISBN                       | Предполагаемый объём продаж (первый месяц) |
| ------------------------------- | -------------- | -------------- | ------------------ | -------------- | -------------------------- | ------------------------------------------ |
| Vol. 1: Class Warfare           | Мягкая обложка | 21 мая 2014    | The Movement #1-6  | 144            | 978-1401246402, 1401246400 | 941, позиция в Северной Америке — 116      |
| Vol. 2: Fighting for the Future | Мягкая обложка | 3 декабря 2014 | The Movement #7-12 | 144            | 978-1401249526, 1401249523 | 610, позиция в Северной Америке — 172      |

## Отзывы
На сайте Comic Book Roundup серия имеет оценку 7,8 из 10 на основе 97 рецензий. Мелисса Грей из IGN дала первому выпуску 8 баллов с половиной из 10 и написала, что «сценарий Симоне умудряется втиснуть в себя множество персонажей, не становясь перегруженным». Дуг Завиша из Comic Book Resources отмечал, что «качество рисунков варьируется от приличного до весьма разочаровывающего, а общая история просто тусклая». Марк Бакстон из Den of Geek поставил дебюту оценку 8 из 10 и подчеркнул, что «мы не знаем мотивов, происхождения или конфликтов этих героев, но Симоне даёт нам достаточно, чтобы заинтриговать». Ванесса Габриэль из Newsarama присвоила первому выпуску 6 баллов из 10 и посчитала, что он «медленный, но имеет потенциал». Её коллега Аарон Дюран дал дебюту оценку 8 из 10 и назвал его сильным. Джен Апрахамян из Comic Vine вручила первому выпуску 4 звезды из 5 и написала, что вдохновением для комикса были Occupy movement и Анонимус.